# اقتصاد دیجیتالی
اقتصاد دیجیتالی (به انگلیسی: Digital economy) به یک اقتصاد مبتنی بر فناوری‌های محاسبات دیجیتال اشاره دارد. همچنین این مفهوم به عنوان «انجام‌دادن فعالیت‌های اقتصادی از طریق بازارهایی مبتنی بر اینترنت و شبکهٔ گستردهٔ جهانی» در نظر گرفته شده‌ است. اقتصاد دیجیتال نیز گاهی اوقات به نام اینترنت اقتصاد، اقتصاد جدید یا اقتصاد وب شناخته می‌شود. به‌طور فزاینده، «اقتصاد دیجیتال» با اقتصاد سنتی درهم آمیخته‌ است و مشخص‌شدن آن سخت است.

## تعریف
اصطلاح «اقتصاد دیجیتال» نخستین‌بار در ژاپن توسط یک استاد و پژوهشگر اقتصاد در زمان رکود اقتصادی ژاپن در سال ۱۹۹۰ مطرح شد. در غرب این اصطلاح دنبال شد و در سال 1995 Don Tapscott کتاب  اقتصاد دیجیتال: وعده و خطر در عصر اطلاعات شبکه را نوشت. اقتصاد دیجیتال در میان نخستین کتاب‌هایی بود که در مورد چگونگی تغییر اینترنت در راه کسب‌وکار ما نوشته شد.
به گفتهٔ توماس (۲۰۰۱), سه مؤلفهٔ اصلی مفهوم «اقتصاد دیجیتالی» را می‌توان شناسایی کرد:
- زیرساخت‌های کسب‌وکار الکترونیکی (سخت‌افزار، نرم‌افزار، مخابرات، شبکه‌ها، سرمایهٔ انسانی و غیره)
- کسب‌وکار الکترونیکی (نحوهٔ انجام هر کسب‌وکار، هر فرآیندی که سازمان بر روی شبکه‌های متصل به کامپیوتر انجام می‌دهد)،
- تجارت الکترونیک (انتقال کالا، به‌عنوان مثال زمانی که یک کتاب به‌صورت آنلاین فروخته می‌شود).

اما، همان‌طور که بیل یلیال می‌گوید، برنامه‌های جدید این مرزها را تار و تیز و پیچیدگی اضافه می‌کنند؛ برای مثال، درنظرگرفتن رسانه‌های اجتماعی و جست‌وجو در اینترنت
در آخرین دهه از قرن بیستم نیکلاس نگروپونته از یک استعاره برای تغییر از پردازش اتم به پردازش بیت استفاده کرد. «مشکل ساده است. هنگامیکه اطلاعات در اتم‌ها گنجانده شده‌است، نیاز به همهٔ انواع ابزارهای صنعتی و شرکت‌های بزرگ برای تحویل وجود دارد. ناگهان، هنگامی که تمرکز به بیت تبدیل می‌شود، شرکت‌های بزرگ سنتی دیگر مورد نیاز نیستند. آنچه برای انتشار در اینترنت نیاز است برای یک نسخهٔ کاغذی لازم نیست.»
در این اقتصاد جدید، شبکه‌های دیجیتال و زیرساخت‌های ارتباطی یک پلتفرم جهانی ارائه می‌دهند که مردم و سازمان‌ها استراتژی‌های آن‌ها را تعامل می‌کنند، ارتباط برقرار می‌کنند، همکاری می‌کنند و اطلاعات را جست‌وجو می‌کنند. اخیراً، اقتصاد دیجیتال به عنوان شاخه‌ای از اقتصاد محسوب می‌شود که کالاهای غیرمجاز صفر حاشیه‌ای را بر روی شبکه سرمایه‌گذاری می‌کند.

## شکل‌گیری اقتصاد دیجیتال
اقتصاد دیجیتالی مفهومی نیست که یکباره خلق شده باشد، بلکه در یک روند تکاملی در ساختار اقتصاد شکل گرفته‌ است. مروری کوتاه بر مفاهیم مزیت مطلق، مزیت نسبی و مزیت رقابتی که تمامی در راستای استقرار تخصصی‌شدن، تقسیم کار و مبادله در جوامع ارائه شده‌اند، به درک دلایل ظهور اقتصاد دیجیتال و چگونگی سمت و سوی آن کمک می‌کند. مزیت مطلق، مزیت نسبی و مزیت رقابتی، مراحلی هستند که در فرایند تاریخی جوامع منتهی به پیدایش اقتصاد دیجیتالی در عصر حاضر شده‌اند. نکتهٔ اساسی و کلیدی که باید در نظر داشت این است که تمامی این نظریه‌ها در مورد تجارت بین‌الملل مطرح شدند و سپس به سایر بخش‌های اقتصاد نیز تسری پیدا کردند. به‌بیان‌دیگر، تأکید بر این دارم که اقتصاد دیجیتال نیز با زیربنای تسهیل و اخذ منافع بیشتر از مبادلات و تجارت در بعد ملی و بین‌المللی شکل گرفته‌ است.
مزیت مطلق: مزیت مطلق به معنی داشتن توانایی تولید یک کالا با استفاده از منابع کمتر نسبت به یک تولیدکنندهٔ دیگر است. به‌زبان‌دیگر، مزیت مطلق به توانایی یک تولیدکننده در تولید مقدار بیشتر یک محصول یا خدمات نسبت به سایر رقبا با مقدار یکسان منابع اشاره دارد. باز به زبان دیگر مزیت مطلق به معنای بالاتر بودن میزان بهره‌وری یک تولیدکننده نسبت به تولیدکنندهٔ دیگری در تولید یک کالا است.
مزیت نسبی: «از طریق مبادله است که تفاوت از یک نفرین به یک موهبت تبدیل می‌شود.» دیوید ریکاردو، در نوشته‌های خود در قرن نوزدهم میلادی، اینگونه نتیجه‌گیری می‌کند که نفع هر کشوری در این است که به تخصصی‌شدن در تولید و ارائهٔ کالاها و خدماتی بپردازد که در آن بهترین است و با مبادلهٔ مازاد آن با کشورهای دیگر، نیاز خود به کالاها و خدمات دیگر را تأمین کند (که آن‌ها نیز در تولید و ارائه آن‌ها بهترین‌اند). حتی وقتی یک کشور که در تولید هر دو کالا (مانند پارچه و نوشابه) از یک شریک تجاری بهتر باشد؛ ولی باز هم برای آن کشور بهتر است که در تولید کالایی تخصصی شود که «نسبت» به شریک تجاری و کالای دیگر، بهتر آن را تولید می‌کند و این‌جایی است که واژهٔ نسبی در عبارت مزیت نسبی موجودیت می‌یابد. بدین ترتیب هر کشوری با تخصصی شدن در تولید کالایی که نسبتاً مزیت بیشتری در تولید آن دارد، می‌تواند دیگر کالاهای مورد نیاز خود را با مبادله مازاد تولید خود با مازاد تولید دیگر کشورها تأمین کند. تخصصی شدن و انجام مبادله باعث می‌شود که هر یک از کشورها بتوانند بیشتر از حالتی که هر کدام خود به تولید هر دو کالا بپردازند، مصرف کنند. همین منطق برای شرکای تجاری بیشتر نیز صادق است.
«تجارت آزاد در میان ملت‌ها باعث افزایش رفاه تمامی طرفین تجاری و توسعه همکاری انسان‌ها می‌گردد. تولید با مزیت نسبی باعث افزایش آرامش و صلح‌جویی در روابط انسان‌ها می‌گردد؛ زیرا وقتی افراد تخصصی می‌شوند و به مبادله می‌پردازند، به یکدیگر وابسته می‌شوند.»
مزیت رقابتی: مجموعه‌ای از توانایی‌های منحصر به فرد یک واحد اقتصادی است که اجازهٔ نفوذ به بازارهای دلخواه و برتری بر رقبا را برای آن واحد فراهم می‌آورد.
بعد از جنگ جهانی دوم و با شکل‌گیری تغییرات دائمی تکنولوژیکی و آشنایی با فناوری‌های نوین و سیستمهای اطلاعاتی، نقش عوامل تولید سنتی برای بنگاه‌ها و جوامع کمرنگ شد. به عبارت دیگر داشته‌ها مبنای برتری، پیشروی و رهبری نبود بلکه به تدریج بهبود فرایندها و شکل‌گیری سرمایه انسانی موضوعیت پیدا کرد. نکته مهم این است که هنوز این دوره را نمی‌توانیم دوره «مبتنی بر دانش» بخوانیم، اما باید به این نکته اشاره کنیم که در این دوره اگرچه دانش و دانایی پایه اساسی کار نیست، اما دارای نقش قابل توجهی است که در عرصه‌های گوناگون می‌توان آن را ملاحظه کرد. (مفهوم مزیت رقابتی برای اولین بار در سال ۱۹۵۷ و توسط فیلیپ سلزیک مطرح شد)
در این دوره حضور دانش و نرم‌افزارها در عرصه اقتصاد به مرحله‌ای از بلوغ می‌رسد که کاملاً فناوری دیجیتالی و شبکه‌های ارتباطی با ساختار جدید، مبنای کار قرار می‌گیرد که با گذشت زمان و انباشت سرمایه این روند به کاهش هزینه‌ها منجر می‌شود و ماهیت هزینه‌های تولید از سرمایه‌بر به دانش‌بر تغییر می‌کنند.
اقتصاد دیجیتال فضای اقتصاد جهانی را به سمت و سوی رقابتی سوق می‌دهد و به گفته کارشناسان، اقتصاد دیجیتال موجب می‌گردد که موانع ورود به بازار برداشته شود و هر فرد به راحتی از طریق شبکه وارد اقتصاد جهانی شود. گذشته از آن به واسطه استفاده از قابلیت‌های شبکه، قدرت مصرف‌کننده از طریق مقایسه قیمت‌ها و کیفیت‌ها و دسترسی به اطلاعات افزایش می‌یابد. از سوی دیگر اندازه شرکت‌ها کوچک شده و طیف وسیعی از واحدهای اقتصادی از طریق شبکه جهانی به یکدیگر وصل می‌شوند، هزینه مبادله (Transaction Cost) که یکی از عوامل مهم تنظیم‌کننده مبادلات و قیمت‌ها است به شدت کاهش می‌یابد. در واقع، گسترش اقتصاد دیجیتالی موجب فشردگی زمان و مکان شده و در عین بزرگ‌تر کردن بازارها در مقیاس جهان شدت رقابت را بالا برده‌است.

## محاسبه حجم اقتصاد دیجیتال
انقلاب دیجیتال نه تنها چالش‌های اندازه‌گیری حجم اقتصاد را به وجود آورده بلکه ابزارهای اندازه‌گیری جدیدی را نیز معرفی کرده‌است. در پژوهش‌های مجله اقتصادی هاروارد، از تکنیک‌های نظرسنجی دیجیتال برای انجام آزمایش‌های گسترده به منظور بررسی خرید و انتخاب‌های آنلاین استفاده شده تا ترجیحات هزارن نفر از مشتریان ارزیابی شود. این نتایج این امکان را فراهم می‌کند تا مازاد رفاه مصرف‌کننده را برای انواع زیادی از کالاها، از جمله کالاهای رایگان که در آمار تولید ناخالص داخلی از قلم افتاده‌اند، تخمین زد. فرایند کار به این صورت است که از شرکت کنندگان خواسته می‌شود تا بین گزینه‌های مختلف انتخاب کنند. در بعضی موارد، از آنها خواسته می‌شود تا بین کالاهای مختلف انتخاب کنند (برای مثال، «آیا می‌خواهید به مدت یک ماه به ویکی‌پدیا یا فیسبوک دسترسی نداشته باشید؟». در برخی موارد دیگر، آنها بین دسترسی به کالای دیجیتال یا کنار گذاشتن آن در ازای پرداخت غرامت پولی انتخاب می‌کنند («آیا می‌خواهید ۱۰ دلار دریافت کنید و در ازای آن برای یک ماه به ویکی‌پدیا دسترسی نداشته باشید؟». برای اطمینان از اینکه افراد ترجیحات واقعی خود را انتخاب کرده‌اند، آزمایش‌هایی انجام داده شد که شرکت‌کنندگان باید قبل از دریافت جبران خسارت، از این خدمات استفاده نکنند.
در هنگام به دست آوردن سهم اقتصادی واقعی کالاهای دیجیتال، مشخص شد که ارزش مازاد مصرف‌کننده فقط یک کالای دیجیتالی – فیسبوک- در تولید ناخالص داخلی کشور آمریکا، به‌طور متوسط ۰٫۱۱ درصد در سال به رشد تولید ناخالص داخلی ایالات متحده بین سال‌های ۲۰۰۴ تا ۲۰۱۷ افزوده‌است. در این دوره، تولید ناخالص داخلی به‌طور متوسط ۱٫۸۳درصد در سال افزایش یافته‌است. بدیهی است که تولید ناخالص داخلی طی آن زمان، به‌طور قابل ملاحظه‌ای کمتر از حد واقعی خود تخمین زده شده‌است.

## تأثیر
اقتصاد دیجیتال امروز به ارزش سه تریلیون دلار است. این حدود ۳۰ درصد از شش برابر کسری تجاری سالیانه ایالات متحده یا از تولید ناخالص داخلی انگلیس بیشتر است. آنچه مهم است این واقعیت است که این ارزش کل در ۲۰ سال گذشته از زمان راه اندازی اینترنت تولید شده‌است.
به‌طور گسترده‌ای پذیرفته شده‌است که رشد اقتصاد دیجیتال تأثیر گسترده‌ای بر کل اقتصاد دارد. تلاش‌های مختلف برای طبقه‌بندی اندازه تأثیر در بخش‌های سنتی انجام شده‌است.
گروه مشاوره بوستون برای مثال «چهار موج تغییرات بیش از کالاهای مصرفی و خرده فروشی» را مورد بحث قرار دادند.
در سال ۲۰۱۲، Deloitte شش بخش صنعت را به عنوان یک «فیوز کوتاه» و به عنوان یک نتیجه «انفجار بزرگ» در نتیجه اقتصاد دیجیتال رتبه‌بندی کرد.
Telstra، یک شرکت مخابراتی پیشرو در استرالیا، توضیح می‌دهد که چگونه رقابت در نتیجه اقتصاد دیجیتال جهانی شدن شدید تر می‌شود.

## پاسخ
با توجه به تأثیر گسترده‌ای که انتظار می‌رود، شرکت‌های سنتی به‌طور فعالانه ارزیابی می‌دهند که چگونه به تغییرات ناشی از اقتصاد دیجیتال پاسخ دهند.
برای شرکت‌ها، زمان پاسخ آن‌ها ماهیت است. بانک‌ها در حال تلاش برای نوآوری و استفاده از ابزارهای دیجیتال برای بهبود کسب و کار سنتی خود هستند. دولت‌ها در زیرساخت سرمایه‌گذاری می‌کنند. به عنوان مثال، در سال ۲۰۱۳، شبکه ملی پهنای باند استرالیا با هدف ارائه یک پهنای باند فیبر مبتنی بر پهنای باند ۱ گیگابیت در ثانیه به ۹۳ درصد جمعیت در طی ده سال شروع به کار کرد.

## استفاده از انرژی
اقتصاد دیجیتال از یک دهم برق جهان استفاده می‌کند. این حرکت موجب افزایش مصرف برق و انتشار کربن توسط اقتصاد دیجیتال شده‌است. یک اتاق سرور در یک مرکز داده می‌تواند به‌طور متوسط برق را به اندازه کافی برای قدرت ۱۸۰٬۰۰۰ خانه استفاده کند. اقتصاد دیجیتال را می‌توان برای استخراج بیت کوین مورد استفاده قرار داد که طبق گفته Digiconomist از سالانه ۷۰٫۶۹ کیلو وات ساعت برق استفاده می‌کند. تعداد خانوارهایی که می‌توانند با استفاده از مقدار انرژی مورد استفاده معادن بیت کوین زندگی کنند، حدود ۶٫۵ میلیون در ایالات متحده است.

## جامعه بدون هزینه
یک جامعه پول نقد دولت اقتصادی را توصیف می‌کند که بدین ترتیب معاملات مالی با پول در قالب پول نقد یا سکه‌های فیزیکی انجام نمی‌شود، بلکه از طریق انتقال اطلاعات دیجیتال (معمولاً بازپرداخت الکترونیکی از پول) بین طرفین معامله می‌شود. جوامع بدون قبضه براساس تبادلات و روش‌های دیگر مبادله وجود داشته و معاملات بدون پول نیز ممکن است با استفاده از ارزهای دیجیتال مانند بیت کوین امکان‌پذیر باشد. با این حال، اصطلاح «جامعه بدون هزینه» به معنای حرکت به سمت مفاهیم جامعه ای است که در آن پول نقد جایگزین معادل دیجیتال آن است - به عبارت دیگر، بازپرداخت قانونی (پول) وجود دارد، و فقط در فرم دیجیتال الکترونیکی رد و بدل می‌شود.
چنین مفهومی به‌طور گسترده مورد بحث قرار گرفته‌است، به ویژه به این دلیل که جهان در حال تجربه استفاده سریع و روزافزون از روش‌های دیجیتالی ضبط، مدیریت و مبادله پول در تجارت، سرمایه‌گذاری و زندگی روزمره در بسیاری از نقاط جهان است و معاملات که از لحاظ تاریخی با استفاده از پول نقد اغلب به صورت الکترونیکی انجام می‌شود. بعضی از کشورها در حال حاضر محدودیت‌هایی در معاملات و ارزش معاملات دارند که برای پرداخت‌های غیر الکترونیکی ممکن است از نظر قانونی مورد استفاده قرار گیرد.

## انقلاب صنعتی چهارم (اقتصاد دیجیتال)
پس از توسعهٔ ابزارهای دیجیتال و فراگیر شدن آثار انقلاب دیجیتال، موج دیگری آغاز شد که آن را می‌توان انقلاب صنعتی چهارم یا اقتصاد دیجیتال نامید.
کلاوس شواب، برخی از روندهایی را که موجب شکل‌گیری و توسعه اقتصاد دیجیتال شد به شرح زیر فهرست می‌کند:
- ارزان شدن و فراگیر شدن موبایل – در حدی که از حالت یک ابزار کمکی، به وسیله‌ای فردی و ضروری تبدیل شد.
- سنسورها – از همهٔ انواع آن – کوچک‌تر و ارزان‌تر شدند و می‌شد روی انسان‌ها و وسایل آن‌ها انواع گیرنده‌ها و حس‌گرها را نصب کرد.
- هوش مصنوعی و یادگیری ماشینی در حدی رشد کرد که استفاده از آن در کاربردهای متعارف هم، توجیه اقتصادی پیدا کرد.

شواب توضیح می‌دهد که اگر چه در ظاهر بسیاری از این دستاوردها و روندها از قبل وجود داشتند، اما ظهور و بروز سه ویژگی باعث شد که اقتصاد دیجیتال متولد شود و رشد کند:
- سرعت پیشرفت و عرضهٔ محصولات و اختراعات جدید، ناگهان سیری صعودی پیدا کرد.
- دسترسی به تکنولوژی از یک حوزهٔ جغرافیایی یا یک طبقه اجتماعی خاص فراتر رفت.
- تکنولوژی، به جای اینکه مانند گذشته، ابزاری در خدمت سیستم‌ها باشد، خود خالق سیستم‌های جدیدی شد.

کلاوس شواب در اینجا حرف اندرو مکافی را نقل و تأیید می‌کند که: حق داریم دورهٔ جدید را دومین عصر ماشینی شدن (Second Machine Age) بنامیم.

## ارز دیجیتال
بیت‌کوین یک ارز مبدأ و نظام پرداخت جهانی با کارکردهای مشابه پول بی پشتوانه است، اما از نظر حقوقی هیچ کشوری آن را به عنوان پول قانونی به رسمیت نشناخته‌است. از نظر فنی بیت‌کوین نخستین پول دیجیتال نامتمرکز است. چرا که سیستم آن بدون بانک مرکزی یا مسئول مرکزی کار می‌کند. این شبکه همتا به همتا است و تراکنش‌ها، مستقیماً و بدون واسطه بین کاربران انجام می‌شود.
گره‌ها از طریق استفاده از رمزنگاری، این تراکنش‌ها را بازبینی کرده و در یک دفتر کل توزیع شده عمومی که به آن زنجیره بلوکی گفته می‌شود ضبط می‌کنند. بیت‌کوین را شخص یا گروهی از اشخاص ناشناس تحت نامساتوشی ناکاموتا اختراع و در سال ۲۰۰۹ به عنوان یک نرم‌افزار متن باز عرضه کردند.
در چند سال گذشته ارزش بیت‌کوین در بازارهای جهانی از چند صدم دلار آمریکا به چندهزار دلار افزایش یافته‌است. تعداد شرکت‌های خدماتی و تاجرانی که بیت‌کوین می‌پذیرند نیز در حال افزایش است.
هیچ‌کس مالک شبکه بیت‌کوین نیست و مانند ایمیل، این کاربران بیت‌کوین هستند که آن را کنترل می‌کنند. کاربردهای بیت‌کوین در هیچ‌کدام از دیگر سیستم‌های پرداخت دیگر یافتنی نیست.
در سال ۱۹۸۳دیوید چام، در مقاله پژوهشی، ایدهٔ پول نقد دیجیتالی را معرفی کرد. در سال ۱۹۹۰، او DigiCash، یک شرکت نقدی الکترونیکی را در آمستردام تأسیس کرد تا ایده‌های خود را در تحقیقاتش بفروشد. این شرکت در سال ۱۹۹۸ برای ورشکستگی ثبت شد. در سال ۱۹۹۹، چام شرکت را ترک کرد.
در سال ۱۹۹۷، کوکا کولا خرید دستگاه‌های فروش مجانی را با استفاده از پرداخت‌های تلفن همراه پیشنهاد کرد. پس از آن PayPal در سال ۱۹۹۸ ظاهر شد. سیستم دیگر مانند e-gold به دنبال آن بود، اما با مسائل مواجه شد، زیرا توسط مجرمان مورد استفاده قرار گرفت و توسط وزارت دادگستری ایالات متحده در سال ۲۰۰۵ بسته شد. در سال ۲۰۰۸، بیت کوین معرفی شد، که آغازگر ارزهای دیجیتال بود.
ریشه‌های ارزهای دیجیتال به دهه ۱۹۹۰ حباب Dot-com می‌رسد. یکی از اولین ارزها E-gold بود که در سال ۱۹۹۶ تأسیس و با طلا تأسیس شد. یکی دیگر از خدمات ارزشیابی دیجیتال معروف Liberty Reserve بود که در سال ۲۰۰۶ تأسیس شد. آن به کاربران اجازه می‌دهد دلار یا یورو را به دلار آمریکا یا یورو برای Liberty Reserve تبدیل کنند و آن‌ها را به صورت آزاد با یکدیگر با هزینه ۱٪ مبادله کنند. هر دو سرویس متمرکز شده بودند، که برای پولشویی استفاده می‌شدند و ناگزیر دولت ایالات متحده را متوقف کردند.Q سکه به عنوان نوعی پول دیجیتال مبتنی بر کالاها در پلت فرم پیام‌های Tencent QQ مورد استفاده قرار گرفت و در اوایل سال ۲۰۰۵ ظهور کرد. سکه Q در چین بسیار مؤثر بود که گفته می‌شود آن‌ها تأثیر بی‌ثبات‌کننده ای روی ارز یوان چین داشته‌اند به دلیل گمانه زنی. علاقه اخیر بورس اوراق بهادار به ارزهای دیجیتال، با بیت کوین، که در سال ۲۰۰۸ معرفی شده‌است، تبدیل به محبوب‌ترین و محبوب‌ترین ارز دیجیتال شده‌است.

## بازارهای دیجیتال
یکی از مؤلفه‌های اقتصاد دیجیتالی بازارهای الکترونیکی است. بازار، شبکه‌ای از تعاملات و ارتباطاتی است که در آنجا اطلاعات، کالاها یا خدمات و پرداخت‌ها مبادله می‌شوند. بازار الکترونیکی فضایی تحت وب است که:
- همه تراکنش‌های مورد نیاز را به صورت الکترونیکی پاسخگوست.
- مکانی است که در آن خریداران و فروشندگان به صورت الکترونیکی با یکدیگر ملاقات می‌کنند. این مکان ابعاد جغرافیایی ندارد و در واقع فضایی تحت وب است.
- فروشندگان و خریداران در این فضا مذاکره می‌کنند، قیمت پیشنهاد می‌دهند و با یکدیگر توافق می‌کنند. سپس سفارش داده می‌شود و معامله عملی می‌گردد.[۷]